# Favio Orsi
Favio Leandro Orsi (Pilar, Argentina; 18 de febrero de 1974) es un exfutbolista y entrenador argentino. Actualmente está sin club.

## Trayectoria
Como futbolista se formó en las inferiores de River Plate y Platense y se desempeñó como centrocampista. A nivel adulto, jugó en el Estudiantes de BA y el FC Jazz de la Veikkausliiga, hasta que una grave lesión de rodilla adelantó su retiro.

### Carrera como entrenador
Comenzó su carrera como entrenador en 2013, dirigiendo en su último club como jugador el Club Atlético Fénix.

#### Junto a Sergio Gómez
Orsi comenzó a trabajar junto a Sergio Gómez en 2013 en el Club Atlético Fénix. En junio de 2014 ambos fueron contratados en el Deportivo Español.
El dúo de entrenadores tomó el mando del Flandria en agosto de 2015, consiguiendo el primer ascenso a la Primera B Nacional en la historia del club. Tras el descenso del Flandria en mayo de 2018, ambos continuaron su carrera en el Club Almagro.
Su primera experiencia en Primera División llegó el 10 de abril de 2022 cuando fueron contratados por el Godoy Cruz, tras la salida de Diego Flores. Dejaron el club el 28 de octubre por mutuo acuerdo.
El 3 de julio de 2023, Orsi y Gómez fueron nombrados nuevos entrenadores del Atlético Tucumán.El 19 de febrero de 2024, dejó su cargo luego de caer ante Deportivo Riestra.
El 29 de febrero de 2024, junto a Gómez fue oficializado como entrenador de Platense. El 1 de junio de 2025, obtuvieron el Torneo Apertura después de vencer a Huracán en la final y lograron el primer título del club en su historia. Diez días más tarde, anunciaron su salida del club por "motivos personales".

## Clubes

### Como jugador
| Club                   | País      | Año       |
| ---------------------- | --------- | --------- |
| Estudiantes de Caseros | Argentina | 1996-1997 |
| FC Jazz                | Finlandia | 1997-2000 |
| Fénix                  | Argentina | 2010      |

### Como entrenador
| Equipo                          | Torneo                     | Estadísticas | Estadísticas | Estadísticas | Estadísticas | Estadísticas | Estadísticas | Estadísticas | Estadísticas | Estadísticas |
| Equipo                          | Torneo                     | PJ           | G            | E            | P            | GF           | GC           | DG           | Efectividad  |              |
| ------------------------------- | -------------------------- | ------------ | ------------ | ------------ | ------------ | ------------ | ------------ | ------------ | ------------ | ------------ |
| Fénix Argentina                 | Primera C 2012-13          | 9            | 3            | 3            | 3            | 9            | 9            | 0            | 44.44%       |              |
| Fénix Argentina                 | Copa Argentina 2013-14     | 2            | 0            | 1            | 1            | 2            | 4            | -2           | 16.67%       |              |
| Fénix Argentina                 | Primera B 2013-14          | 40           | 17           | 9            | 14           | 53           | 47           | +6           | 50%          |              |
| Fénix Argentina                 | Total                      | 51           | 20           | 13           | 18           | 64           | 60           | +4           | 47.71%       |              |
| Deportivo Español Argentina     | Primera B 2014             | 20           | 7            | 5            | 8            | 20           | 25           | -5           | 43.33%       |              |
| Deportivo Español Argentina     | Primera B 2015             | 18           | 4            | 6            | 8            | 16           | 22           | -6           | 33.33%       |              |
| Deportivo Español Argentina     | Copa Argentina 2014-15     | 3            | 2            | 1            | 0            | 2            | 0            | +2           | 77.78%       |              |
| Deportivo Español Argentina     | Total                      | 41           | 13           | 12           | 16           | 38           | 47           | -9           | 41.46%       |              |
| Flandria Argentina              | Primera B 2015             | 14           | 5            | 5            | 4            | 13           | 8            | +5           | 47.62%       |              |
| Flandria Argentina              | Primera B 2016             | 19           | 11           | 4            | 4            | 15           | 9            | +6           | 64.91%       |              |
| Flandria Argentina              | Primera B Nacional 2016-17 | 44           | 13           | 17           | 14           | 39           | 40           | -1           | 42.42%       |              |
| Flandria Argentina              | Primera B Nacional 2017-18 | 24           | 5            | 9            | 10           | 28           | 36           | -8           | 33.33%       |              |
| Flandria Argentina              | Total                      | 101          | 34           | 35           | 32           | 95           | 93           | +2           | 45.21%       |              |
| Almagro Argentina               | Primera B Nacional 2018-19 | 16           | 6            | 4            | 6            | 12           | 16           | -4           | 45.83%       |              |
| Almagro Argentina               | Total                      | 16           | 6            | 4            | 6            | 12           | 16           | -4           | 45.83%       |              |
| San Martín de Tucumán Argentina | Primera Nacional 2019-20   | 21           | 13           | 5            | 3            | 33           | 13           | +20          | 69.84%       |              |
| San Martín de Tucumán Argentina | Primera Nacional 2020      | 8            | 1            | 3            | 4            | 5            | 10           | -5           | 25%          |              |
| San Martín de Tucumán Argentina | Primera Nacional 2021      | 4            | 0            | 3            | 1            | 3            | 4            | -1           | 25%          |              |
| San Martín de Tucumán Argentina | Copa Argentina 2019-20     | 1            | 0            | 0            | 1            | 0            | 1            | -1           | 0%           |              |
| San Martín de Tucumán Argentina | Total                      | 34           | 14           | 11           | 9            | 41           | 28           | +13          | 51.96%       |              |
| Ferro Carril Oeste Argentina    | Primera Nacional 2021      | 21           | 10           | 8            | 3            | 37           | 14           | +23          | 60.32%       |              |
| Ferro Carril Oeste Argentina    | Total                      | 21           | 10           | 8            | 3            | 37           | 14           | +23          | 60.32%       |              |
| Godoy Cruz Argentina            | Copa de la LPF 2022        | 5            | 1            | 3            | 1            | 4            | 5            | -1           | 40%          |              |
| Godoy Cruz Argentina            | Primera División 2022      | 27           | 9            | 8            | 10           | 25           | 29           | -4           | 43.21%       |              |
| Godoy Cruz Argentina            | Copa Argentina 2022        | 4            | 2            | 2            | 0            | 6            | 2            | +4           | 66.67%       |              |
| Godoy Cruz Argentina            | Total                      | 36           | 12           | 13           | 11           | 35           | 36           | -1           | 45.37%       |              |
| Atlético Tucumán Argentina      | Primera División 2023      | 5            | 4            | 1            | 0            | 6            | 0            | +6           | 86.67%       |              |
| Atlético Tucumán Argentina      | Copa de la LPF 2023        | 14           | 4            | 5            | 5            | 9            | 12           | -3           | 40.48%       |              |
| Atlético Tucumán Argentina      | Copa de la LPF 2024        | 6            | 0            | 3            | 3            | 1            | 7            | -6           | 16.67%       |              |
| Atlético Tucumán Argentina      | Total                      | 25           | 8            | 9            | 8            | 15           | 18           | -3           | 44%          |              |
| Platense Argentina              | Copa de la LPF 2024        | 6            | 3            | 2            | 1            | 7            | 4            | +3           | 61.11%       |              |
| Platense Argentina              | Copa Argentina 2024        | 2            | 0            | 2            | 0            | 0            | 0            | 0            | 33.33%       |              |
| Platense Argentina              | Primera División 2024      | 27           | 10           | 9            | 8            | 20           | 18           | +2           | 48.15%       |              |
| Platense Argentina              | Apertura 2025              | 20           | 9            | 6            | 5            | 16           | 11           | +5           | 56.14%       |              |
| Platense Argentina              | Copa Argentina 2025        | 1            | 1            | 0            | 0            | 2            | 0            | +2           | 100%         |              |
| Platense Argentina              | Total                      | 57           | 23           | 18           | 14           | 45           | 33           | +12          | 52.73%       |              |
| Total en sus equipos            | Total en sus equipos       | 381          | 140          | 124          | 117          | 383          | 346          | +37          | 47.46%       |              |

## Palmarés

### Como jugador

#### Títulos nacionales
| Título   | Club               | País      | Año  |
| -------- | ------------------ | --------- | ---- |
| Copa TUL | Football Club Jazz | Finlandia | 1998 |

### Como entrenador

#### Títulos nacionales
| Título           | Club     | País      | Año    |
| ---------------- | -------- | --------- | ------ |
| Primera B Metro  | Flandria | Argentina | 2016   |
| Primera División | Platense | Argentina | A-2025 |